# Robert Spitzer
Robert Leopold Spitzer (ur. 22 maja 1932 w White Plains w stanie Nowy Jork, zm. 25 grudnia 2015 w Seattle w stanie Waszyngton) – amerykański psychiatra żydowskiego pochodzenia, twórca klasyfikacji zaburzeń psychicznych DSM-III, która zrewolucjonizowała psychiatrię.

## Dzieciństwo i edukacja
Robert Spitzer urodził się 22 maja 1932 roku w White Plains w stanie Nowy Jork. Był trzecim dzieckiem żydowskich rodziców – Benjamina Spitzera i Eshtery Pfeffer. Jego ojciec był inżynierem, który zaprojektował pierwsze urządzenie wykorzystujące promieniowanie rentgenowskie do prześwietlania zębów. Jego matka była nauczycielką gry na fortepianie. Miał dwie siostry – Elaine i Louise. Gdy miał dwa lata, Elaine zmarła na zapalenie opon mózgowo-rdzeniowych.
W 1953 roku ukończył psychologię na Uniwersytecie Cornella. W 1957 roku uzyskał tytuł doktora medycyny na New York University School of Medicine. W latach 1958–1961 specjalizował się w zakresie psychiatrii w New York State Psychiatric Institute. W 1966 roku ukończył specjalizację z psychoanalizy na Uniwersytecie Columbia. W późniejszych latach stał się sceptyczny wobec psychoanalizy, którą zaczął traktować jako przeszkodę w rozwoju psychiatrii jako nauki empirycznej.

## Działalność naukowa
Brał udział w pracach nad klasyfikacją zaburzeń psychicznych DSM-II, która ukazała się w 1968 roku. W 1973 roku przyczynił się do usunięcia homoseksualizmu z tej klasyfikacji. W 1974 roku Amerykańskie Towarzystwo Psychiatryczne powołało go na stanowisko przewodniczącego Zespołu Zadaniowego mającego opracować DSM-III. W 1978 roku stworzył badawcze kryteria diagnostyczne. Wydanie w 1980 roku opracowanej pod jego przewodnictwem klasyfikacji DSM-III formalnie zakończyło dominację psychoanalizy w amerykańskiej psychiatrii i zrewolucjonizowało diagnostykę psychiatryczną, a jemu samemu zapewniło miejsce w historii jako jednemu z najbardziej wpływowych psychiatrów XX wieku. W 1983 roku został przewodniczącym Grupy Roboczej, która opracowała DSM-III-R. Uczestniczył również w pracach nad DSM-IV. Krytykował on proces powstawania DSM-5 za brak transparentności.
Spitzer był autorem około 300 artykułów naukowych. Do opracowanych przez niego powszechnie stosowanych narzędzi diagnostycznych należą m.in. Schedule for Affective Disorders and Schizophrenia (SADS), Structured Clinical Interview for DSM-IV (SCID) i Primary Care Evaluation of Mental Disorders (PRIME-MD).
Za swoją działalność naukową zyskał krajowe i międzynarodowe uznanie jako autorytet w diagnostyce i klasyfikacji zaburzeń psychicznych oraz otrzymał wiele nagród i odznaczeń m.in. Adolf Meyer Award (1987) i Award for Research in Psychiatry (1994) od Amerykańskiego Towarzystwa Psychiatrycznego czy Thomas William Salmon Medal (2000) od New York Academy of Medicine.
W 2003 roku na łamach „Archives of Sexual Behavior” zostało opublikowanie badanie Spitzera wskazujące na możliwość zmiany orientacji seksualnej z homoseksualnej na heteroseksualną w wyniku terapii reparatywnej. Stało się ono przedmiotem kontrowersji. Metodologia badania została skrytykowana m.in. za tendencyjny dobór próby i poleganie na samoopisach oraz retrospektywnych danych. W 2012 roku Spitzer przyznał, że fatalną wadą badania był brak możliwości oceny wiarygodności informacji pochodzących od jego uczestników o zmianie ich orientacji seksualnej. Przeprosił społeczność homoseksualną za niedowiedzione twierdzenie o skuteczności terapii reparatywnej oraz każdą osobę homoseksualną, która przez jego publikację zmarnowała czas i energię, poddając się tej terapii.
Do 2010 roku piastował stanowisko profesora psychiatrii na Uniwersytecie Columbia i kierownika Zakładu Badań Biometrycznych w New York State Psychiatric Institute.

## Wybrane publikacje

### Książki
- Spitzer RL, Skodol AE, Gibbon M, Williams JBW (red.): DSM-III Case Book: A Learning Companion to the Diagnostic and Statistical Manual of Mental Disorders, Third Edition. Washington, DC: American Psychiatric Association, 1981. ISBN 0-89042-051-3. Brak numerów stron w książce
- Greist J, Spitzer RL, Jefferson JW (red.): Treatment of Mental Disorders. New York: Oxford University Press, 1982. ISBN 0-19-503107-5. Brak numerów stron w książce
- Spitzer RL, Williams JBW, Skodol AE (red.): International Perspectives on DSM-III: Diagnostic and Statistical Manual of Mental Disorders, Third Edition. Washington, DC: American Psychiatric Press, 1983. ISBN 0-88048-017-3. Brak numerów stron w książce
- Skodol AE, Spitzer RL (red.): An Annotated Bibliography of DSM-III. Washington, DC: American Psychiatric Press, 1987. ISBN 0-88048-257-5. Brak numerów stron w książce
- Spitzer RL, Gibbon M, Skodol AE, Williams JBW, First MB (red.): DSM-IV Casebook: A Learning Companion to the Diagnostic and Statistical Manual of Mental Disorders, Fourth Edition. Washington, DC: American Psychiatric Press, 1994. ISBN 0-88048-674-0. Brak numerów stron w książce

### Artykuły
- Spitzer RL, Cohen J, Fleiss JL, Endicott J. Quantification of Agreement in Psychiatric Diagnosis: A New Approach. „Archives of General Psychiatry”. 17 (1), s. 83–7, 1967. DOI: 10.1001/archpsyc.1967.01730250085012. PMID: 4952165.
- Spitzer RL, Fleiss JL. A Re-analysis of the Reliability of Psychiatric Diagnosis. „British Journal of Psychiatry”. 125, s. 341–7, 1974. DOI: 10.1192/bjp.125.4.341. PMID: 4425771.
- Spitzer RL. On Pseudoscience in Science, Logic in Remission and Psychiatric Diagnosis: A Critique of Rosenhan's “On Being Sane In Insane Places”. „Journal of Abnormal Psychology”. 84 (5), s. 442–52, 1975. DOI: 10.1037/h0077124. PMID: 1194504.
- Spitzer RL, Endicott J, Robins E. Research Diagnostic Criteria: Rationale and Reliability. „Archives of General Psychiatry”. 35 (6), s. 773–82, 1978. DOI: 10.1001/archpsyc.1978.01770300115013. PMID: 655775.
- Spitzer RL, Andreasen NC, Endicott J. Schizophrenia and other psychotic disorders in DSM-III. „Schizophrenia Bulletin”. 4 (4), s. 489–510, 1978. DOI: 10.1093/schbul/4.4.489. PMID: 734363.
- Spitzer RL, Williams JB, Skodol AE. DSM-III: The Major Achievements and an Overview. „American Journal of Psychiatry”. 137 (2), s. 151–64, 1980. DOI: 10.1176/ajp.137.2.151. PMID: 7188721.
- Spitzer RL. The Diagnostic Status of Homosexuality in DSM-III: A Reformulation of the Issue. „American Journal of Psychiatry”. 138 (2), s. 210–5, 1981. DOI: 10.1176/ajp.138.2.210. PMID: 7457641.
- Spitzer RL, Williams JB. Having a Dream: A Research Strategy for DSM-IV. „Archives of General Psychiatry”. 45 (9), s. 871–4, 1988. DOI: 10.1001/archpsyc.1988.01800330105013. PMID: 3415428.
- Spitzer RL, First MB, Williams JB, Kendler K, Pincus HA, Tucker G. Now Is the Time to Retire the Term “Organic Mental Disorders”. „American Journal of Psychiatry”. 149 (2), s. 240–4, 1992. DOI: 10.1176/ajp.149.2.240. PMID: 1734746.
- Spitzer RL, First MB, Wakefield JC. Saving PTSD from itself in DSM-V. „Journal of Anxiety Disorders”. 21 (2), s. 233–41, 2007. DOI: 10.1016/j.janxdis.2006.09.006. PMID: 17141468.